# Effingham (Illinois)
Effingham és una població dels Estats Units a l'estat d'Illinois. Segons el cens del 2000 tenia 12.384 habitants.

## Demografia
Segons el cens del 2000, Effingham tenia 12.384 habitants, 5.330 habitatges, i 3.187 famílies. La densitat de població era de 551,5 habitants/km².
Dels 5.330 habitatges en un 29,9% hi vivien nens de menys de 18 anys, en un 45% hi vivien parelles casades, en un 11,4% dones solteres, i en un 40,2% no eren unitats familiars. En el 36,1% dels habitatges hi vivien persones soles el 15,9% de les quals corresponia a persones de 65 anys o més que vivien soles. El nombre mitjà de persones vivint en cada habitatge era de 2,25 i el nombre mitjà de persones que vivien en cada família era de 2,96.
Per edats la població es repartia de la següent manera: un 24,9% tenia menys de 18 anys, un 9% entre 18 i 24, un 27,7% entre 25 i 44, un 20,2% de 45 a 60 i un 18,1% 65 anys o més.
L'edat mediana era de 38 anys. Per cada 100 dones de 18 o més anys hi havia 84,2 homes.
La renda mediana per habitatge era de 34.761 $ i la renda mediana per família de 45.902 $. Els homes tenien una renda mediana de 31.442 $ mentre que les dones 21.543 $. La renda per capita de la població era de 19.132 $. Aproximadament el 6,5% de les famílies i el 9,6% de la població estaven per davall del llindar de pobresa.

## Poblacions més properes
El següent diagrama mostra les poblacions més properes.